# Алкон
Алкон (грец. Ἀλκομ) — персонажі давньогрецької міфології:
- Алкон — супутник Геракла, походженням з Криту. Відомий стрілець з лука, що міг влучно пустити стрілу через декілька кілець, встановлених на шоломах воїнів, що стояли потилицею один до одного. Він також вмів розщепити навпіл своєю стрілою стрілу, яка була закріплена на кінці меча або списа. Одного разу, коли на його сина напав дракон (або ж змій) і намагався його задушити, то Алкон пустив стрілу настільки добре, що вбив дракона, не причинивши дитині ніякої шкоди.
- Алкон — батько аргонавта Фалера.
- Алкон — онук царя Афін Ерехтея.
- Алкон — син спартанського героя Гіппокоона